# Gašparovo (stacja kolejowa)
Gašparovo – stacja kolejowa znajdująca się we wsi Beňuš, w kraju bańskobystrzyckim, na linii kolejowej 172 Banská Bystrica – Červená Skala, na Słowacji.